# Skärmarbrink (metropolitana di Stoccolma)
Skärmarbrink è una stazione della metropolitana di Stoccolma.
È localizzata presso il quartiere di Johanneshov, a sua volta compreso all'interno della circoscrizione di Enskede-Årsta-Vantör. Sul tracciato della linea verde, Skärmarbrink è invece compresa fra le fermate di Gullmarsplan e (a seconda della destinazione) Blåsut oppure Hammarbyhöjden, in quanto la linea si divide poi in due diversi rami.
La stazione aprì ufficialmente con la denominazione Hammarby in data 1º ottobre 1950, stesso giorno in cui divenne operativo il prolungamento della tratta tra Slussen e Hökarängen. La denominazione attuale fu invece adottata a partire dal 17 aprile 1958.
La biglietteria è disposta sul lato sud, in prossimità dell'ingresso ubicato fra le strade Pelargatan e Palandergatan. Le due piattaforme sono collocate in superficie. La progettazione della stazione venne affidata all'architetto Peter Celsing, mentre su una banchina giace un'opera decorativa realizzata dallo scultore Carl Magnus.
L'utilizzo medio quotidiano durante un normale giorno feriale è pari a 5.500 persone circa.

## Tempi di percorrenza
| Linea | Capolinea     | Tempo     | Stazione                                    | Tempo                    |
| T17   | Åkeshov       | 31-32 min | Gullmarsplan Slussen Gamla stan T-Centralen | 2 min 6 min 7 min 11 min |
| T17   | Skarpnäck     | 9 min     | Gullmarsplan Slussen Gamla stan T-Centralen | 2 min 6 min 7 min 11 min |
| T18   | Alvik         | 24-25 min | Gullmarsplan Slussen Gamla stan T-Centralen | 2 min 6 min 7 min 11 min |
| T18   | Farsta strand | 14 min    | Gullmarsplan Slussen Gamla stan T-Centralen | 2 min 6 min 7 min 11 min |